# Volkspartij (Suriname)
De Volkspartij (VP) was van 1975 tot circa 1987 een communistische politieke partij in Suriname.

## Geschiedenis
De partij werd twee maanden voor de Surinaamse onafhankelijkheid, op 14 september 1975, opgericht door onder meer de in Nederland geschoolde arts Rubin Lie Pauw Sam. Hij nam ook het voorzitterschap op zich. De oprichters stelden zich het doel om het socialisme te vestigen in Suriname. Het lijfblad van de partij heette Pipel.
In 1977, tijdens de eerste verkiezingen sinds de onafhankelijkheid, behaalde de partij geen zetels. In aanloop naar de verkiezingen op 27 maart 1980 werd een progressieve alliantie gevormd met de Bosnegers Eenheid Partij (BEP) en de Indiaanse Politieke Partij (IPP). Vanwege het stijgende ledenaantal en de hoge bezoekersaantallen van soms duizend mensen tijdens bijeenkomsten waren de verwachtingen hoog. In deze tijd volgden militairen als Chas Mijnals, Badrissein Sital en Desi Bouterse lessen in marxisme bij Lie Pauw Sam.
Voordat de verkiezingen plaatsvonden, pleegde Desi Bouterse op 25 februari 1980 met een groep militairen een staatsgreep, die sindsdien wel de Sergeantencoup wordt genoemd. Net na de staatsgreep werd Lie Pauw Sam gevraagd om premier te worden van de nieuwe regering. Hier zag hij van af, al werd hij wel een van de adviseurs van de Nationale Militaire Raad (NMR), samen met enkele andere radicaal-linkse politici. Een groot aantal leden van de Volkspartij was het niet eens met de weigering om samen te werken met Bouterse, wat leidde tot de afsplitsing in de Revolutionaire Volkspartij (RVP). De Volkspartij verloor rond driekwart van haar leden aan de RVP. Ook die was betrokken bij de militaire machthebbers, met onder meer de levering van Siegmien Power-Staphorst als minister van Sociale Zaken en Huisvesting.
Lie Pauw Sam deed met de Volkspartij in 1987 nogmaals mee met de verkiezingen en behaalde opnieuw geen zetels. Vervolgens viel het communisme wereldwijd om en zag hij geen toekomst meer voor zijn ideaal.